# Dicliptera iopus
Dicliptera iopus är en akantusväxtart som beskrevs av Gustav Lindau. Dicliptera iopus ingår i släktet Dicliptera och familjen akantusväxter. Inga underarter finns listade i Catalogue of Life.